# Samuel Kishi Leopo

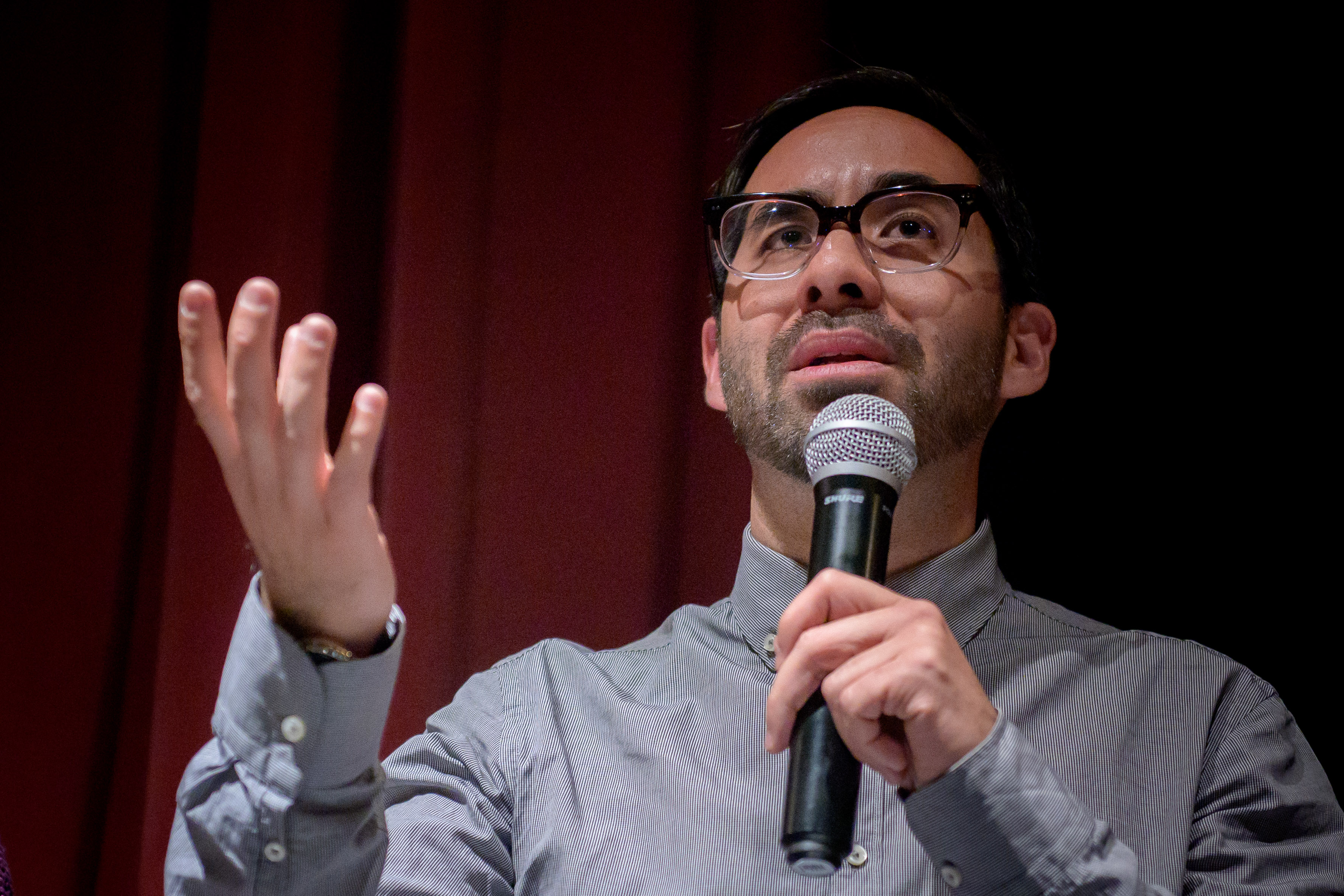
Samuel Kishi Leopo

Samuel Kishi Leopo (* 1984 in Mexiko) ist ein mexikanischer Filmregisseur und Drehbuchautor.

## Leben
Samuel Kishi Leopo wurde 1984 in Mexiko geboren, studierte audiovisuelle Kunst an der Universität von Guadalajara und drehte zahlreiche Kurzfilme, die auf internationalen Festivals gezeigt wurden. Sein Spielfilmdebüt war Somos Mari Pepa, das Kishi Leopo 2014 bei der Berlinale vorstellte. In dem Film Los Lobos verarbeitete er seine Kindheitserfahrungen. Dieser ist insofern autobiografisch. Als Leopo fünf Jahre alt war, verließ seine Mutter seinen Vater und nahm ihn und seinen dreijährigen Bruder Kenji in die USA, dies mit dem falschen Versprechen, dass sie „nach Disney“ gehen würden. Sie überquerten die Grenze mit Touristenvisa, indem sie erklärten, sie wollten Disneyland besuchen. Seine Mutter hatte weder Arbeit noch Unterkunft und sprach auch kein Englisch. Ihre Besitztümer seien lediglich ein paar Kleidungsstücke zum Wechseln, ein paar Spielsachen und ein Fisher-Price-Audiorekorder gewesen, so der Regisseur. Ihre Mutter hatte sie in einer kleinen Wohnung eingesperrt, während sie zur Arbeit ging. Auf dem Rekorder hatte sie Geschichten, aber auch die „Hausordnung“ aufgenommen, die sie beachten mussten. Die Premiere des Films erfolgte im Oktober 2019 beim Busan International Film Festival. Im Februar 2020 wurde der Film im Rahmen der Internationalen Filmfestspiele Berlin in der Sektion Generation Kplus gezeigt. Für diesen Film komponierte Kenji Kishi Leopo die Musik.
Bei der Berlinale 2022 ist er Mitglied der Jury der Sektion Generation Kplus.

## Filmografie
- 2006: Memoria viva (Kurzfilm)
- 2009: Luces negras (Kurzfilm)
- 2010: Acerca del drama de los calcetines (Kurzfilm)
- 2011: Mari Pepa (Kurzfilm)
- 2013: Somos Mari Pepa
- 2019: Los Lobos

## Auszeichnungen
Calgary International Film Festival
- 2020: Lobende Erwähnung im internationalen Spielfilmwettbewerb (Los Lobos)[6]

Festival Internacional de Cine en Guadalajara
- 2020: Auszeichnung als Bester Film in der Sektion Made in Jalisco (Los Lobos)
- 2020. Auszeichnung mit dem Publikumspreis (Los Lobos)[7]

Goya
- 2022: Nominierung als Bester lateinamerikanischer Film (Los Lobos)[8]

Internationale Filmfestspiele Berlin
- 2020: Auszeichnung mit dem Friedensfilmpreis (Los Lobos)[9][10]

Premio Ariel
- 2021: Nominierung für die Beste Regie (Los Lobos)
- 2021: Nominierung für die Beste Originaldrehbuch (Los Lobos)
- 2021: Nominierung für den Besten Filmschnitt (Los Lobos)[11][12]